# 長德 (醫女)
長德（?—1488年），姓氏不详，朝鲜王朝时期的醫女。歷史典籍中只有很小部分提及有關長德的事跡。據聞長德是一個專治牙科痛症的醫女。

## 長德之徒
貴今七歲起隨濟州醫女長德學習醫術，十六歲學成，盡得醫治牙患及瘡痛之術，後來長德死後，朝廷得知長德的醫術後繼有人，故貴今得到朝廷賞識而被賜為醫女，後來，貴今被捲入傳授醫術風波，所幸最後安然無事。

## 影视形象
韓國電視劇《大長今》中的重要人物，起名張德，是劇中主角長今的師父，住在濟州島，由于医术高超，并且乐于助人，被人称为“首医女”。怪异的行为举止其实透射了她为人处世的现实的哲理。金汝真飾演張德。

## 註解
1. ↑    - 成宗 220卷, 19年(1488 戊申 / 명 홍치(弘治) 1年) 9月 28日(戊子)

○馳書濟州牧使許熙曰:治齒醫女長德已死, 今無傳業者。 齒、目、鼻諸般痛處能取蟲人, 勿論男女抄送。

## 外部連結
- 有關張德及長今的介紹